# حروب تشين للتوحيد
حروب تشين للتوحيد (230 ق م - 221 ق م) بالصينية المبسطة:(Qín tõngyí Zhánzhéng) كانت مجموعة من الحملات التي أطلقتها ولاية تشين ضد الدول الستة الأخرى لتنتهي بانتصار تشين وتوحيد الصين القديمة وإعلان حاكم تشين الملك ينغ زينغ نفسه تشين شي هوانج حرفيا الإمبراطور الأول من أسرة تشين

## تمهيد
بعد هجوم البدو على بلاط سلالة زو الحاكمة في هاوجينغ حوالي 771 ق م إنتقلت الحكومة إلى لويانغ وبدأ عصر «سلالة زو الشرقية» الذي يقسمه المؤرخون إلى فترتين هما فترة الربيع والخريف و حقبة الممالك المتحاربة بدأت الولايات في الفترة الأولى في التبعية الإسمية لبلاط سلالة زو الشرقية وإحتفظ الأمراء الحاكمين بلقب الدوق مع حصولهم على اعتراف الحكومة ومع تدمير دولة جين التي كانت تهيمن باسم أسرة زو على كافة الدول وانقسامها إلى دول تشي ويان و هان سنة 476 ق م دخلت البلاد حقبة الممالك المتحاربة وقام جميع الأمراء بإتخاذ لقب الملك وإستقلوا فعليا عن سلطة أسرة زو التي إنهارت فعليا سنة 256 ق م وبعد الإصلاحات القانونية والسياسية في تشين أصبح جيش تشين قويا خاصة بعد انتصاره على ولاية تشاو في معركة تشانغبينغ وبعد وفاة الملك زونغزوانغ استطاع إبنه ينغ زنغ البالغ من العمر 14 سنة التخلص من منافسيه والتفكير في خطة التوحيد 

## صعود ولاية تشين

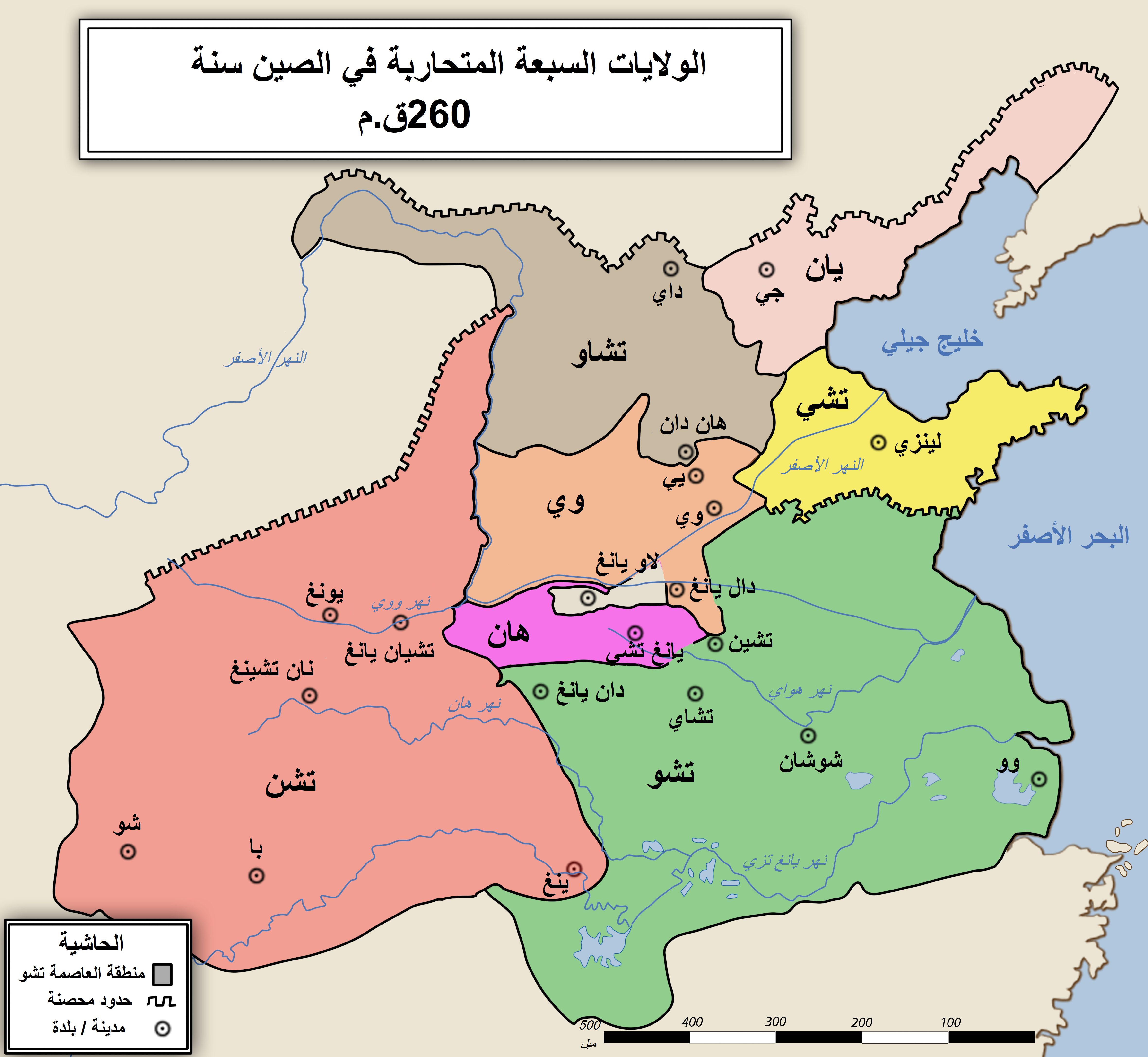
خريطة تظهر أراضي أسرة زو الشرقية مقسمة بين الدول السبعة المتحاربة

خريطة متحركة تظهر إتساع أراضي ولاية تشين من سنة 303 ق م وحتى ولادة ينغ زنغ في سنة 260 ق م

على مدار حقبة الدول المتحاربة تطورت دولة تشين بعد الانتصار على زاو في معركة تشانغبينغ لتصبح أقوى الدول الست الكبرى في عام 238 ق م وبعد تولي الملك ينغ زينغ  عرش الولاية قام بوضع خطة لغزو الولايات الأخرى لتوحيد الصين وتتركز الخطة على مهاجمة كل ولاية على حدى والتحالف مع الدول البعيدة ومهاجمة القريبة وكانت خطواته الرئيسية التحالف مع دولة ولاية يان وتشي وردع وي وولاية تشو وقهر هان وزاو.

## فتح هان
كانت دولة هان  بالإضافة إلى دولة تشي ودولة يان تشكل معا دولة كانت تعرف دولة جين التابعة في فترة الربيع والخريف، وعندما إنهارت هذه الدولة في سنة 453 ق م، تم تقسيم أراضيها إلى دولة يان في محيط لياودونغ وتشي في مقاطعة شاندونغ و هان في جنوب تشانغآن، وفي أواخر عصر الدول الست الكبرى كانت ولاية هان أضعف هذه الولايات، كانت عرضة لهجمات عديدة من ولاية تشين مما تسبب في إضعافها بشكل كبير، في عام 230 ق م بدأ جيش تشين بقيادة وزير الداخلية تنغ التحرك جنوبا وبدأ بعبور النهر الأصفر وفي غضون عام واحد فقط إستسلم الملك أن من هان بسبب اقتناعه بضعف قواته أمام قوات ولاية تشين، نتيجة لذلك تم احتلال هان وعاصمتها تشنغ وأعيد ضم الولاية لتشكل ولاية «ينغشيان» مع عاصمتها يانغشاي.

## فتح تشاو

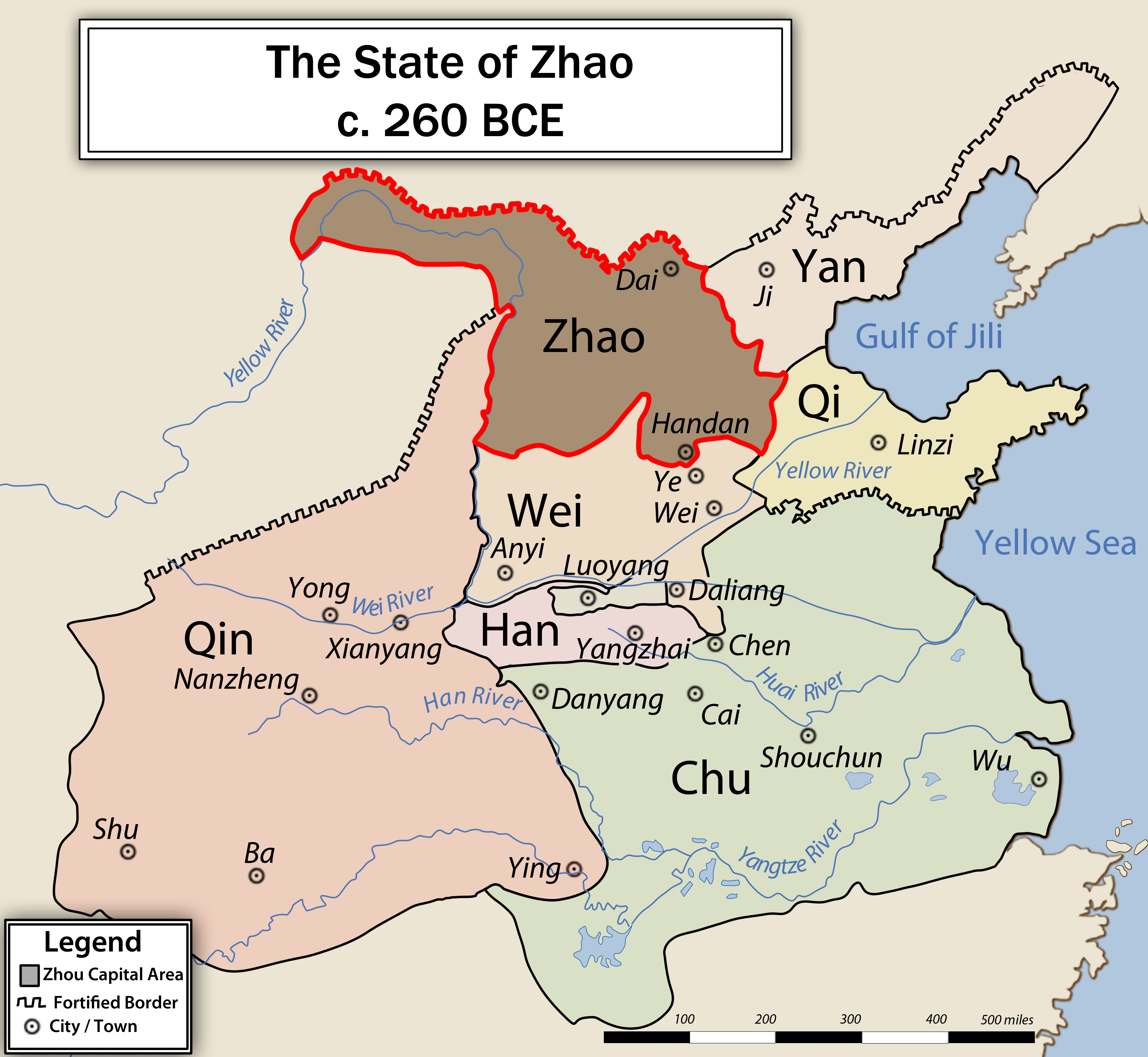

في عام 236 ق م وبينما كانت تشاو تهاجم يان قامت تشين بإستغلال الفرصة وقام الملك ينغ زينغ بإرسال قوتين لغزو تشاو وقامت تشين بتقسيم قواتها إلى قسمين، إحتلت الأولى بقيادة وانغ جيان مدينة إيو ولياويانغ بينما هاجمت القوة الثانية بقيادة هوان على يي ويانغ وإحتلت هذه المدن، ونتيجة لهذه الخسارة ضعف جيش زاو، زاو خسرت تسع مدن سابقة في معركة تشانغبينغ وبعد عامين شن الجنرال هوان هجوما أخرا لكنه هزم في عام 232 ق م عندما إنقسمت القوات لغزو فان وو، فر الجنرال هوان إلى يان خوفا من عقاب الملك تشين ومع ذلك فقد أصيبت قوات تشاو بخسائر فادحة، وأجبرت تشاو على العودة للدفاع عن عاصمتها هاندان وبسبب الزلزال والمجاعة في عام 229 ق م شن تشين هجوما كاسحا من الشمال والجنوب، وقامت قوات تشين برشو الوزير قوه كاي لزرع الفتنة بين الجنرال لي مو، والملك تشيان فأمر الملك بإعتقاله،عندها تماما زحف جيش تشين على العاصمة هاندان وتم فتح تشاو غير أن بقايا القوات بقيادة الأمير جيا هاجمت داي ونصب نفسه ملكا على داي.

## فتح يان

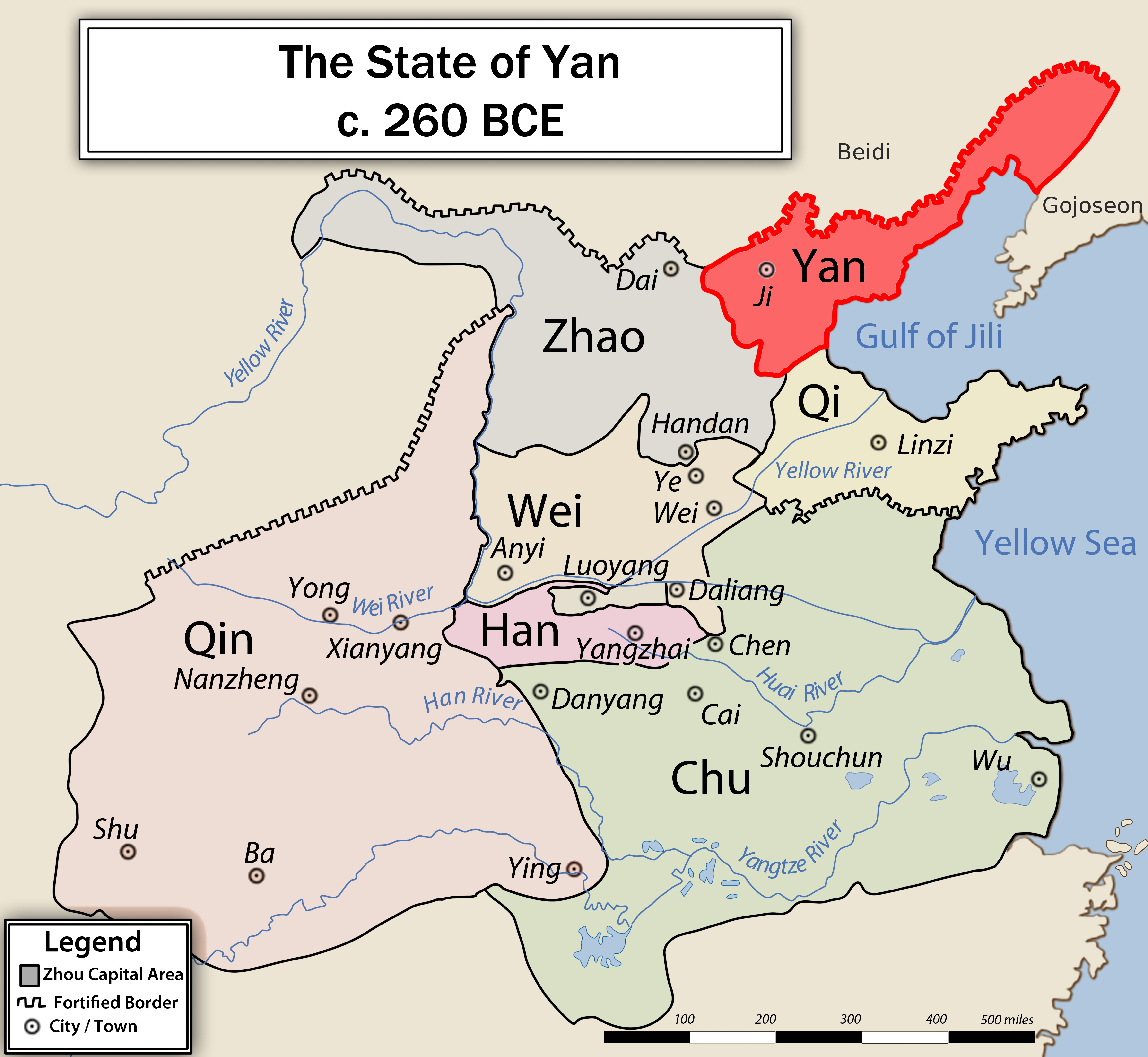

في عام 229 وبعد سقوط تشاو قاد وانغ جيان  الجيش لغزو يان فقام الوزير جو بالاقتراح على الملك شي من يان التحالف مع وي وداي وتشي وتشو وتحقيق السلام مع قومية شيونغنو ولكن الأمير دان (ولي العهد) أرسل شخصا يدعى جينغ كه لاغتيال الملك تظاهر جينغ كه بإنه يقدم رسالة الإستسلام من ملك يان وخبأ الخنجر في الرسالة وعندما فتح الرسالة أمام الملك  طارد الملك في القصر تمكن الملك من قتله واستخدم هذا الأمر كذريعة لاحتلال يان وقام تشين في أقل من عام من احتلال العاصمة جي (بكين حاليا) وتراجع الملك وإبنه نحو جزيرة لياودونغ وكمحاولة لتدارك الموقف قام الملك شي بقطع رأس إبنه وإرساله إلى تشين وأقسم أنه لم يعرف وإعتذر بالنيابة عن يان لن يهاجم تشين يان في السنوات القادمة وفي عام 222ق م تم ضم يان وقتل الملك شي. تم تقسيم أراضي يان لتشكل يويانغ.

## فتح وي

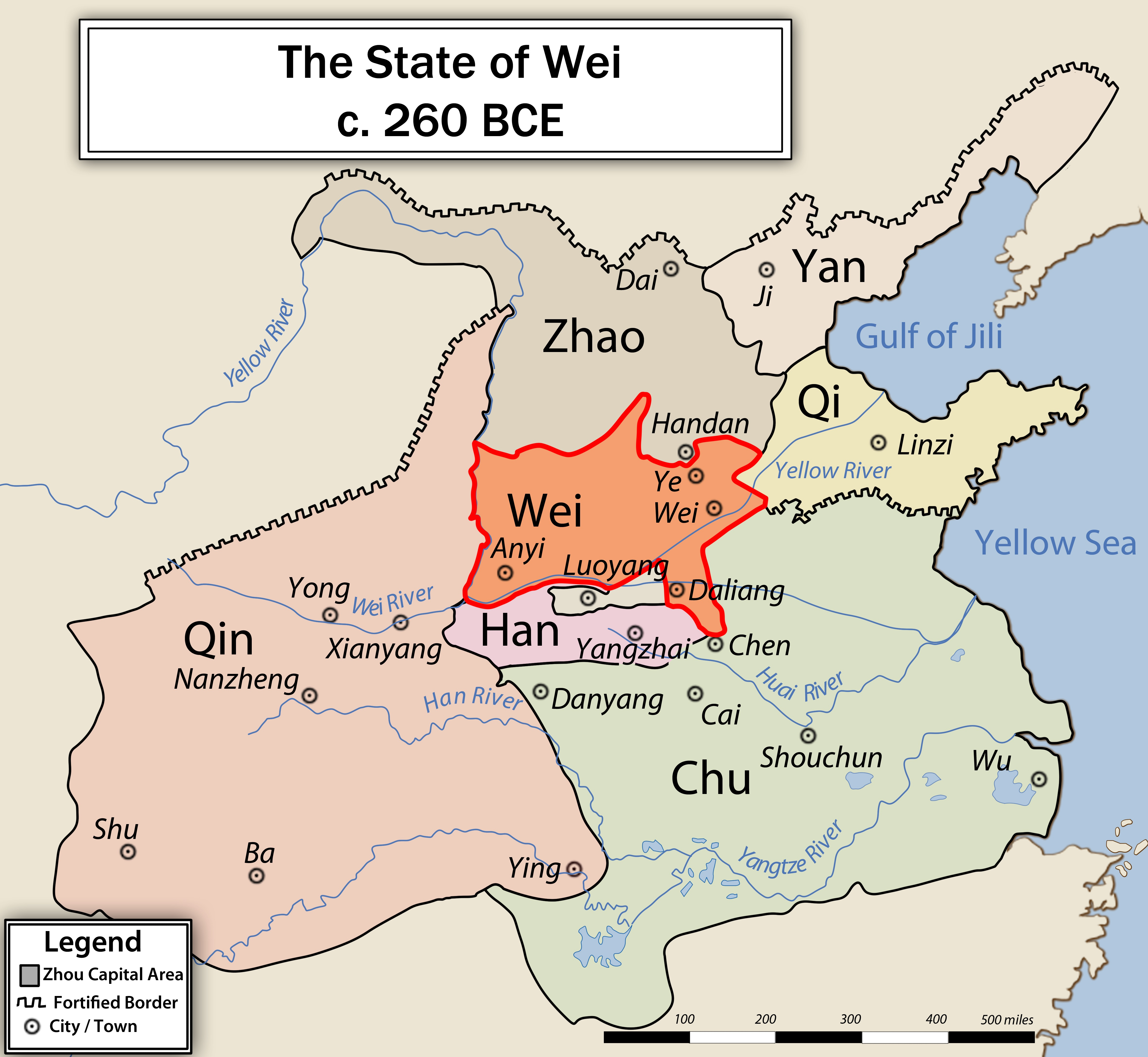

في عام 225 ق م قام جيش تشين القوي الذي يبلغ تعداده نحو 600.000 ألف جندي باحتلال عشر مدن على الحدود مع ولاية تشو  كخطوة احترازية تهدف لحماية جناح الجيش عند بدء الهجوم على وي قاد وانغ جين قواته لاحتلال «دالينغ» (كايفانغ حاليا) لكن المدينة كانت محصنة جدا ومحاطة بنهري وي وبينغ مما صعب على قوات تشين بدء الهجوم وكانت العاصمة محاطة بخنادق للماء ففكر الجنرال وانغ جيان في إغراق المدينة من خلال مياه النهر الأصفر وقام بتنفيذ خطته التي إستغرقت 3شهور بسبب سد مياه النهر داليانغ غمرت بالكامل وتوفي أكثر من 100.000ألف شخص بين مدني وعسكري قدم الملك جيا إستسلامه بعد هذه الحادثة وتم ضم ولاية واي وإستحداث ولاية دانغ و سيشوي.

## فتح تشو

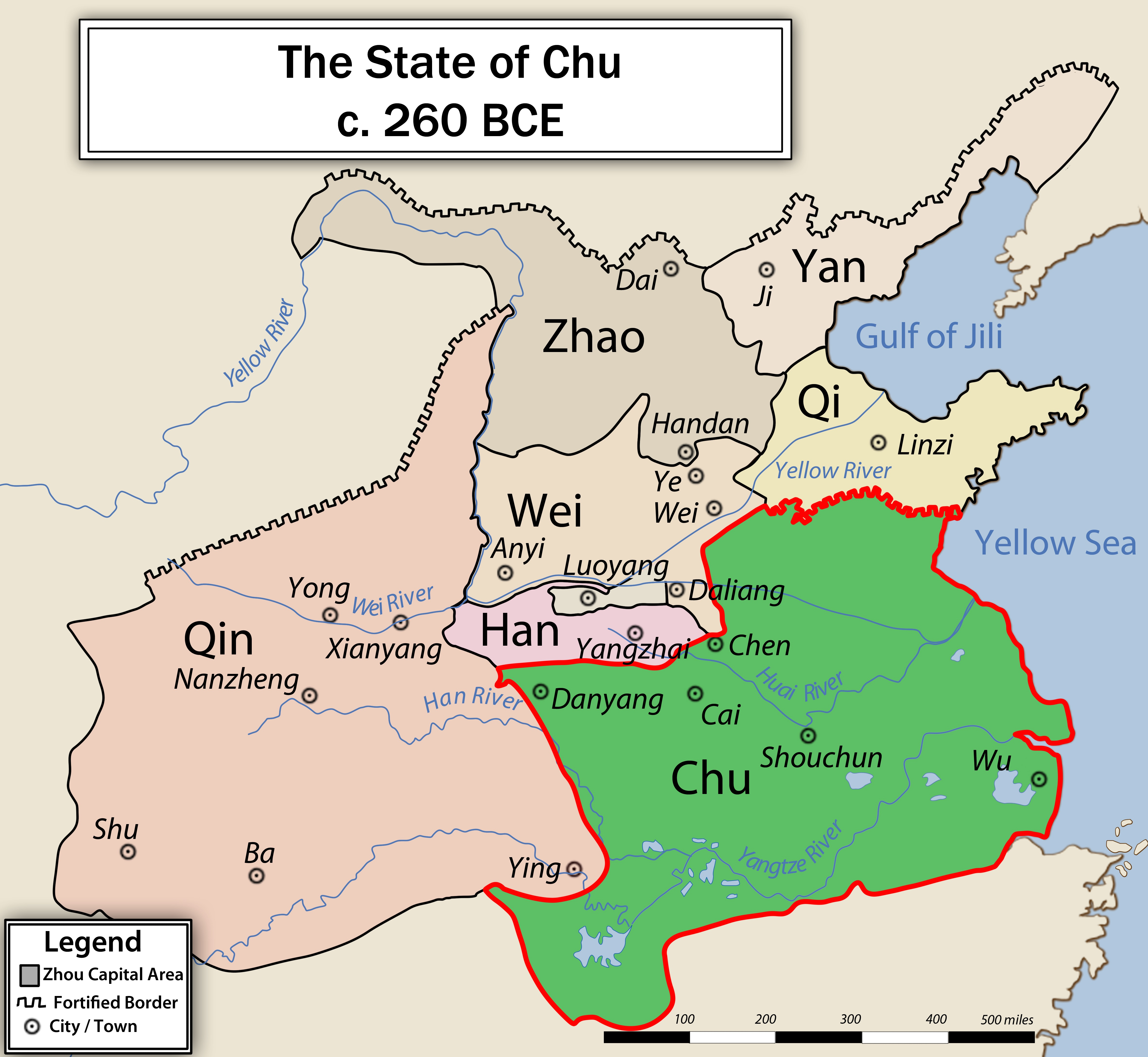

في عام 222ق م دعا الملك ينغ زينغ للقاء مع رعاياه لمناقشة الهجوم على ولاية تشو قال وانغ جيان إننا نحتاج 600ألف جندي لاحتلال تشو بينما زعم لي شين بإنه بحاجة 200ألف جندي فقط وافق الملك على خطة لي شين وتيان مينغ، بينما شعر وانغ بالإهانة وتقاعد بحجة المرض حققت جيوش تشين انتصارات أولية حيث تمكنت من غزو بينغ يو كان قائد جيش تشو هو الجنرال شيانغ يان (والد الجنرال شيانغ يو بعد سقوط تشين) ينتظر الفرصة المناسبة لردع تشين وعندما إفترقت القوات قام الجنرال شيانغ بالهجوم على لي شيان ودمر القسم الأكبر من قوات تشين عاد لي شين منهزما إلى الملك بينما إنسحب الجنرال مينغ تيان بعد معرفة الملك بخبر الهزيمة قام الملك شخصيا بزيارة إلى منزل وانغ جيان وإعتذر منه وطلب منه العودة للعمل وافق وانغ جيان وقام بالهجوم على جيش تشو وطارد شيانغ يان حتى تمكن من قتله سنة 224 ق م مع تدمير القسم الأكبر من جيش تشو في عام 223 ق م قام وانغ جيان باحتلال العاصمة وقتل الملك وقام أيضا باحتلال دولة يوي القديمة التي ضمتها تشو سابقا.

## فتح تشي

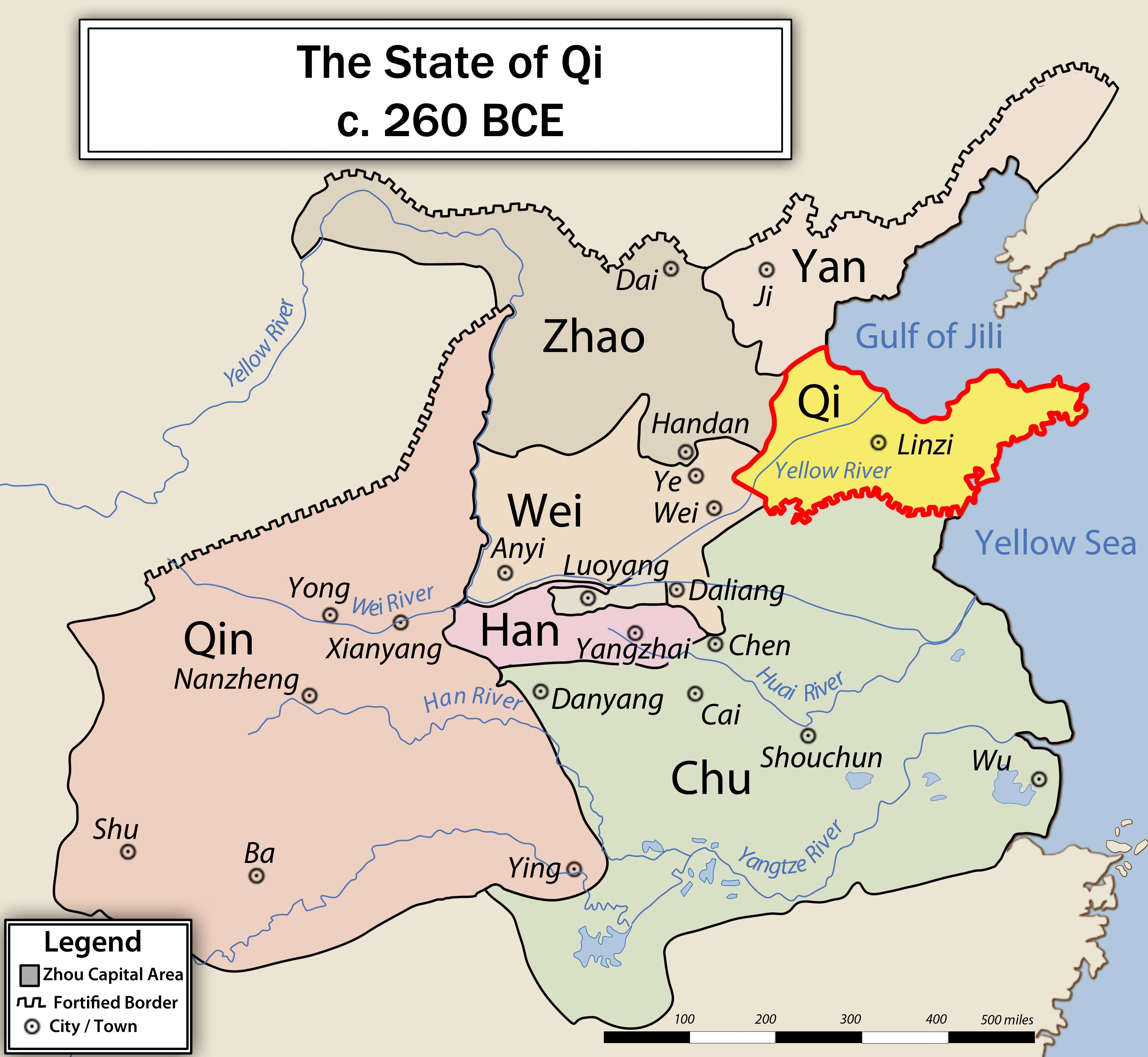
خريطة تظهر دولة تشي

في سنة 264 ق م أصبح تيان جين ملكا على دولة تشي في مقاطعة شاندونغ ولكن تحت وصاية أمه شين هوشينغ وبحلول عام 221 ق م كانت تشي الدولة الوحيدة التي مازالت باقية من حقبة الممالك المتحاربة  التي لم تسقط في يد تشين وكان الملك ينغ زينغ يخطط لغزو تشي بحجة أن تشي رفضت قبول رسالة مبعوثه إليهم قاد لي شين الهجوم للتكفير عن خطاياه وعن هزيمته أثناء حملة تشو وصلت قوات تشين في نهاية المطاف إلى لينزي عاصمة تشي تم قبضت على الملك فأعلن إستسلامه وولائه لتشين أعيد تقسيم المنطقة إلى شي ولانغيا. .

## أعقاب

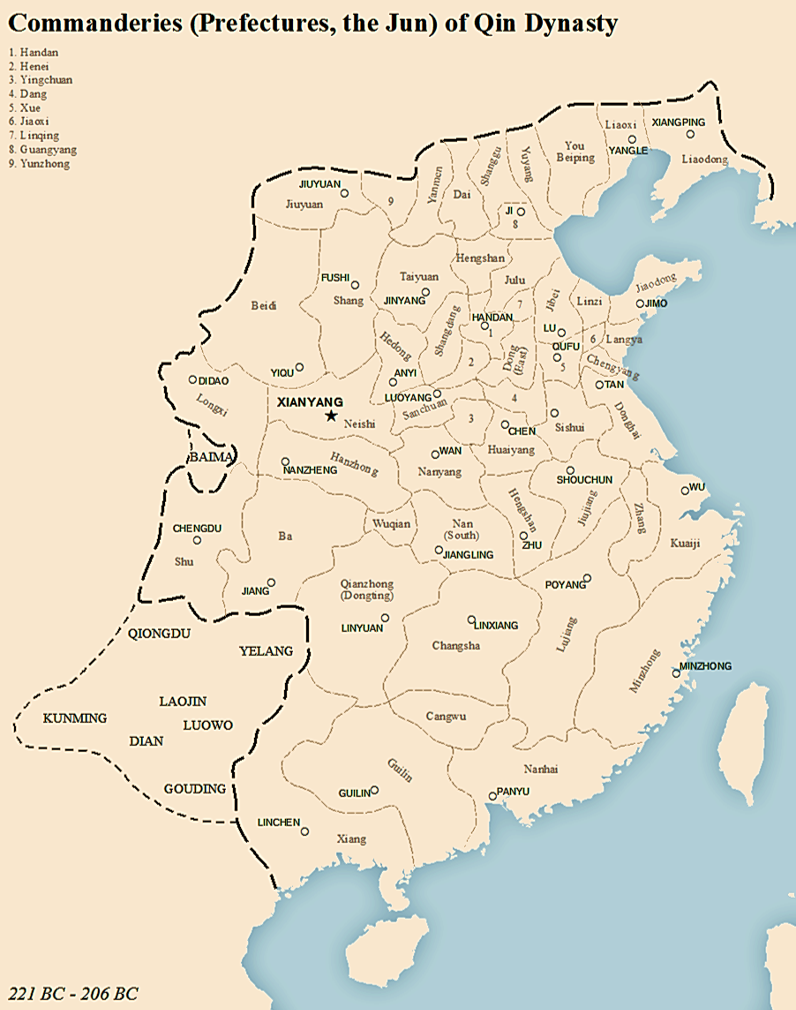
مقاطعات أسرة تشين

بعد غزو تشي في سنة 221 ق م والإطاحة بكافة الدول المتحاربة قرر ينغ زينغ أنه أصبح تشين شي هوانج وتعني الإمبراطور الأول تشين وبدل لقب الحكام الصينيين من ملك إلى إمبراطور لأنه إعتقد أن إنجازاته فاقت إنجازات شيا وشانغ وتشو وقام بتأسيس أسرة تشين التي قامت بتوحيد البلاد عقب إسقاطها لجميع ولايات حقبة الممالك المتحاربة وقام بتقسيم إمبراطوريته إلى 36 ولاية (لاحقا 43) تدار مباشرة من عاصمة الأسرة المركزية في شيانيانغ وقام بتوحيد العملة والموازين واستمرت سلالة تشين في الحكم لمدة 15سنة فقط بسبب قوانينها الصارمة جدا وفرضها لضرائب باهظة لبناء سور الصين العظيم وأدت هذه الأمور إلى عودة الدول الستة السابقة مجددا عقب وفاة الإمبراطور في سنة 210ق م وضعف إبنه تشين إر شي مما أدى لتقسيم البلاد إلى الممالك الثمانية عشر التابعة رمزيا لتشو الغربية التي أعاد شيانغ يو إحيائها ودخلت البلاد مرحلة نهاية عصر سلالة تشين ثم نزاع تشو وهان قبل أن يوحد الإمبراطور غاوزو البلاد ويعلن عن تأسيسه لسلالة هان

## ملخص

خريطة متحركة تظهر تاريخ ولاية تشين بالكامل

|  | 1. 238 ق م ينغ زنغ يطلق حروب تشين للتوحيد. 2. 230 ق م تشين تفتح ولاية هان. 3. 229 ق م تشين تفتح ولاية تشاو. 4. 225 ق م تشين تفتح ولاية يان. 5. 224 ق م تشين تفتح ولاية وي. 6. 222 ق م تشين تفتح ولاية تشو. 7. 221 ق م تشين تفتح ولاية تشي. 8. 220 ق م الملك ينغ زنغ يصبح الإمبراطور الأول تشين شي هوانج ويعلن تأسيس أسرة تشين |
|  | --- |

## الملاحظات
1. ↑  (ينغ زينغ سيصبح تشين شي هوانج بعد الإنتصار)

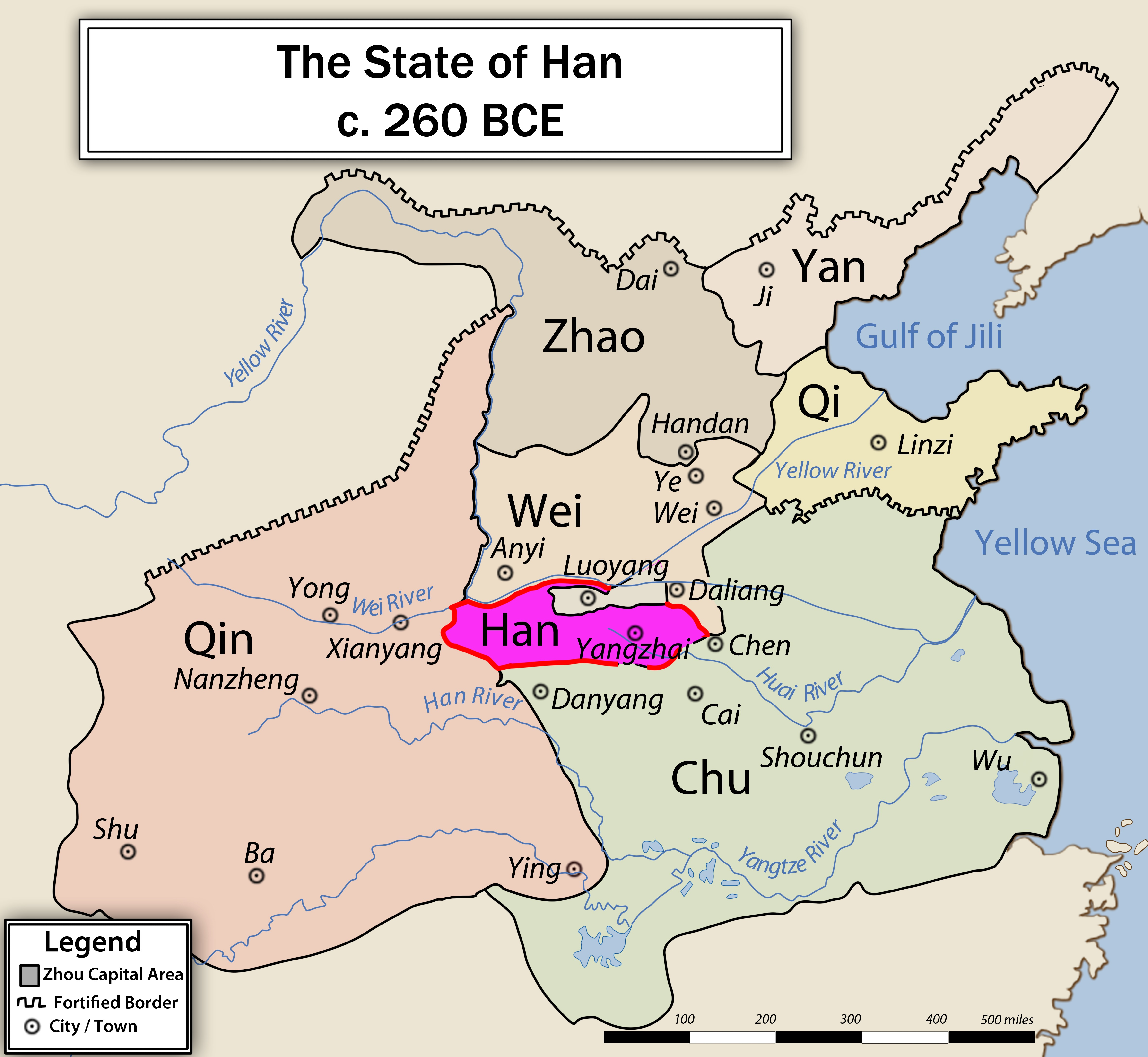
دولة هان في سنة 260 ق م

2. ↑  (لاتوجد أية علاقة بين دولة هان وسلالة هان الحاكمة التي تأسست سنة 202 ق م)
3. ↑  كان وانغ جيان أفضل جنرالات تشين
4. ↑  كان الملك ينغ زنغ يخشى من قوة تشو وتشي معا لهذا هاجم الدول القريبة أولا
5. ↑  كانت تشي أقوى الدول ومن المهيمنين الخمسة على أسرة زو الحاكمة لكنها ضعفت بسبب سياساتها العدوانية والإستفزازية وبسبب خسارتها ضد تشو
6. ↑  أعادت قوات التمرد إحياء تشو بعد سقوط سلالة تشين

## الإستشهادات
1. ↑  كتاب هان يتحدث هذا الكتاب عن تاريخ أسرة تشين وعن بداية ضعف أسرة زو
2. ↑  سجلات المؤرخ الكبير تتحدث عن كيفية القضاء على لوبوي عشيق أم الملك
3. ↑  سيما كيان في كتابه سجلات المؤرخ الكبير وهو كتاب تم تأليفه بعد 56 سنة من وفاة الإمبراطور الأول
4. ↑  قسم دولة جين من حوليات فترة الربيع والخريف
5. ↑  قسم ولاية هان من سجلات المؤرخ الكبير
6. ↑  مخطوطات هان
7. ↑  الكاتبان لي وزينغ
8. ↑  كتاب تشين ضمن مؤلفات سيما شيان
9. ↑  سجلات المؤرخ الكبير
10. 1 2 3 4 5  كتاب هان
11. 1 2  سيما غوانغ
12. ↑  تاريخ الصين - جامعة كامبريدج
13. ↑  سجلات المؤرخ الكبير للكاتب سيما شيان
14. ↑  كتب تاريخية معربة إلكترونيا من جامعات الصين
15. ↑  سجلات المؤرخ الكبير لسيما شيان قسم تشي (دولة)
16. ↑  سيما شيان قسم معركة لينزي
17. ↑  زي زي تونغجيان سيما غوانغ

## وصلات خارجية
- تاريخ أسرة تشين موسوعة بريتاننيكا
- موقع التاريخ- تاريخ حروب تشين للتوحيد
- تاريخ الإمبراطور الأول تشين